# KARI TR-100
Il KARI TR-100 è un convertiplano multiruolo a pilotaggio remoto (APR) sviluppato dall'Istituto coreano di ricerca aerospaziale (Korea Aerospace Research Institute - KARI) nei primi anni dieci del XXI secolo.
Realizzato inizialmente per il mercato dell'aviazione civile, ha avuto un suo ulteriore sviluppo nel modello TR-60, più leggero e indirizzato, oltre al mercato civile, anche a quello militare e di polizia.